# 虎尾寮 (臺南市)
虎尾寮是位在臺灣臺南市東區的一個地名，舊稱虎尾藔，可分為廣義與狹義。廣義的虎尾寮相當於東區的富強里、富裕里、自強里、關聖里、文聖里、南聖里、東聖里、復興里、裕聖里與虎尾里，狹義則指位於虎尾里的虎尾寮聚落。此條目主要描述的是廣義的虎尾寮。

## 行政區劃演變
明鄭時期虎尾寮一帶屬於天興州永康里，清朝初年屬於臺灣縣永康里，約在同治年間永康里分成永康上中里與永康下里，虎尾寮屬於永康下里。日治時期虎尾寮地區改為永康下里虎尾藔庄，先後隸屬於臺南民政支部、臺南縣（臺南辨務署）、臺南廳（永仁區），1920年地方制度改制後，「虎尾藔庄」改成「虎尾寮」大字，隸屬於臺南州新豐郡仁德庄，1940年10月1日始改隸臺南市。
二次大戰後，虎尾寮成為臺南市東區的一部分，最初分成虎尾里（虎尾寮）與關聖里（關帝廟）2里，直到1979年虎尾里分出富強里，1981年虎尾里再分出自強里，而在1994年時關聖里分出東聖里，富強里分出富裕里，2002年自強里與虎尾里各分出一部分成立復興里，虎尾里又分出裕聖里，到了2006年時，關聖里又分出文聖里與南聖里。

## 聚落

永康下里虎尾藔庄一帶地圖（參考臺灣堡圖繪製，紅色虛線為堡里界線，黃色虛線為街庄界線）
區域：後甲庄虎尾藔庄
聚落：虎尾藔關帝廳前甲後甲王牛稠

清治末期日治初期的虎尾寮地區（虎尾藔庄）主要有虎尾藔、前甲、關帝廳、後甲、王牛稠等聚落，但到了日本統治治末期，關帝廳、王牛稠已經散庄。二次大戰後，約在1970年代隨著臺南市東區東門路、仁和路一帶劃成工商混合區，1978年第四期重劃區（竹篙厝段，原竹篙厝大字，稍早的仁和里竹篙厝庄）的完成，虎尾寮地區也由原本的「農畜業地帶」逐漸轉型，之後當地劃為第九期重劃區（虎尾寮重劃區），於1996年完成後有了150.3公頃的低密度住宅區。
以下介紹虎尾寮地區舊有聚落在日治初期左右的狀況：
- 虎尾寮：位於今虎尾里，1897年時住有22戶、120人，原居民主要姓李、顏、鄭、蔣、戴[2][1]。
- 前甲：位於今富強里，1897年時住有26戶、101人，原居民主要姓杜、黃、李[2][1]。
- 關帝廳：位於今富強里，因位於關帝廳南邊而得名，1897年時住有12戶、39人[2][1]。
- 後甲：位於今關聖、南聖里以及後甲地區（後甲庄）的後甲里，1897年時住有88戶、386人，原居民主要姓許、林、王[2][1]。
- 王牛稠：位於今裕聖里，約在1910年代散庄[2]。